# Prádena del Rincón
Prádena del Rincón é um município da Espanha na província e comunidade autónoma de Madrid, de área 22,45 km² com população de 110 habitantes (2004) e densidade populacional de 4,90 hab/km².

## Demografia
| Variação demográfica do município entre 1991 e 2004 | Variação demográfica do município entre 1991 e 2004 | Variação demográfica do município entre 1991 e 2004 | Variação demográfica do município entre 1991 e 2004 |
| --------------------------------------------------- | --------------------------------------------------- | --------------------------------------------------- | --------------------------------------------------- |
| 1991                                                | 1996                                                | 2001                                                | 2004                                                |
| 103                                                 | 110                                                 | 98                                                  | 110                                                 |